# گلن‌وود، کوئینزلند
گلن‌وود (به انگلیسی: Glenwood) یک منطقهٔ مسکونی در استرالیا است که در کوئینزلند واقع شده‌است.